# 打出 (芦屋市)

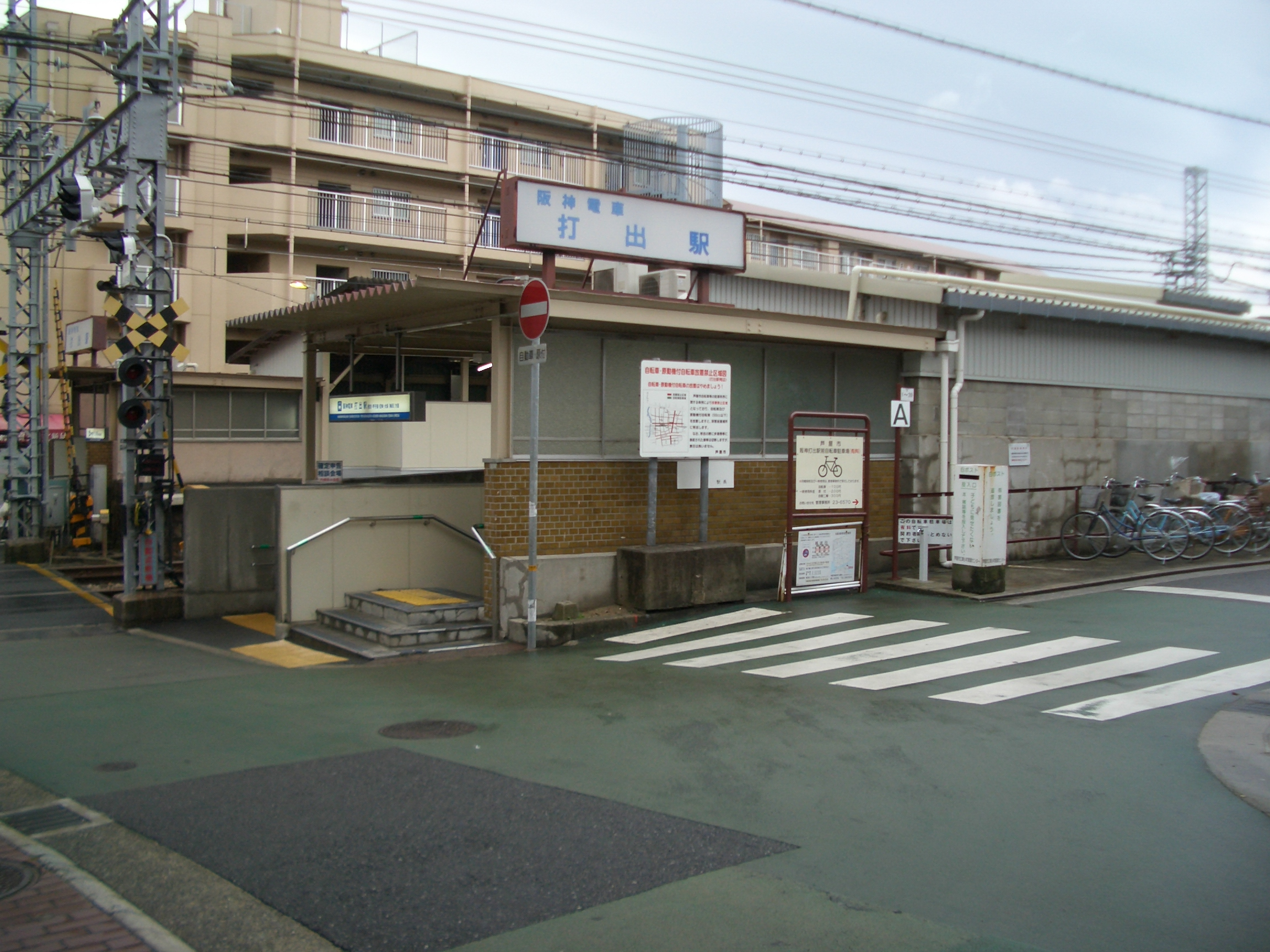
打出駅（打出小槌町）

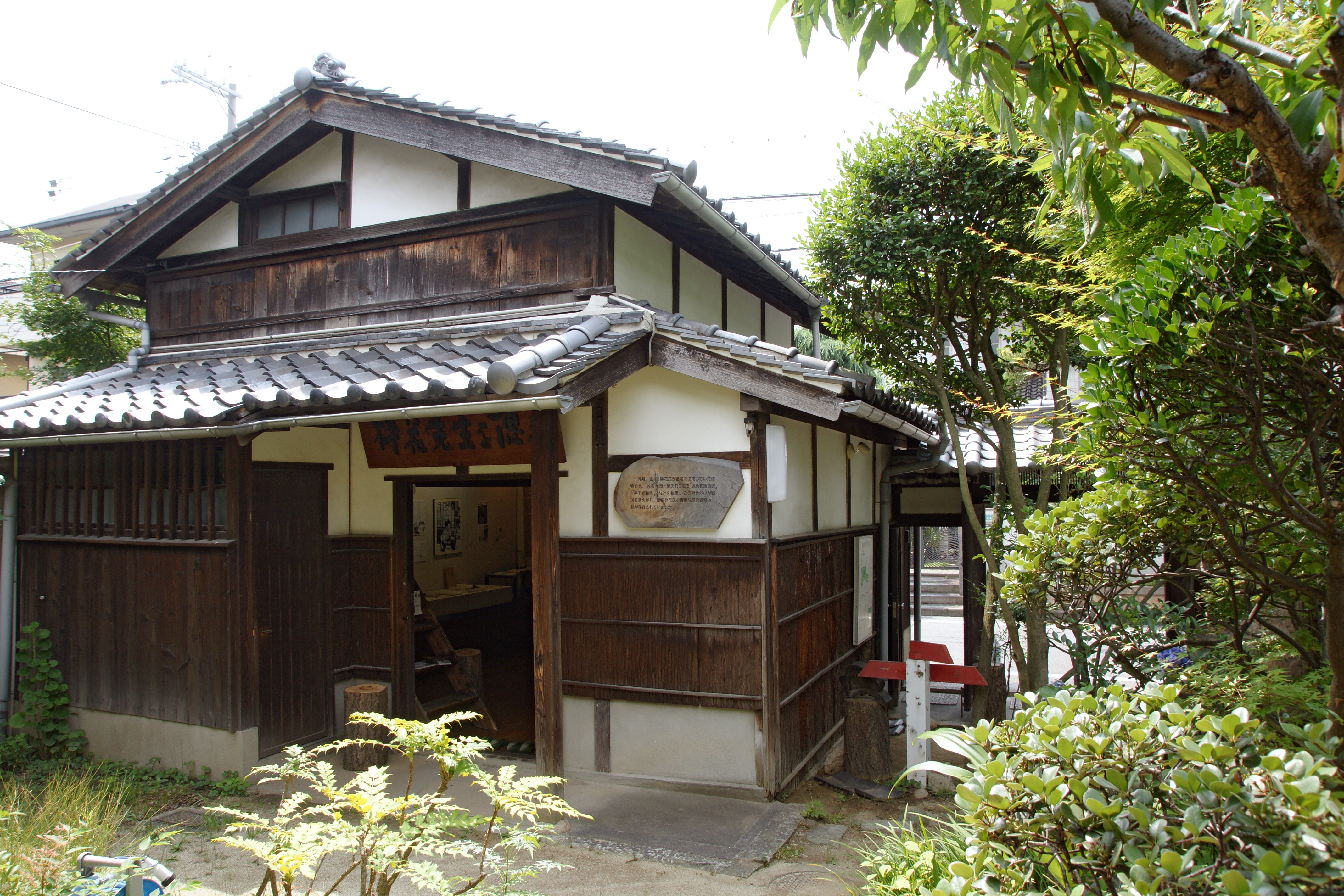
富田砕花旧居（宮川町）

打出（うちで）は、兵庫県芦屋市東部、宮川流域、六甲山地南麓から大阪湾へかけての段丘・沖積地にあたる地域。明治22年（1889年）から昭和19年（1944年）まで芦屋・三条・津知と共に芦屋市（旧・精道村）を構成する大字の一つであった。
現在の町名では、打出町・春日町・打出小槌町・若宮町・西蔵町・浜町・南宮町・大東町・呉川町・宮川町・宮塚町・上宮川町・楠町・翠ヶ丘町・親王塚町・大原町・朝日ヶ丘町・東山町・岩園町・六麓荘町に相当する(昭和19年1月10日町名改称地番更正調書より)

## 地名の由来
『摂津名所図会』には神功皇后の皇子軍士が打ち出るをもって名付けたとある。一方で、陸路の山陽道がはじめて海浜に打ち出たことによるとの口碑もある。

## 歴史

### 沿革

#### 古代
阿保親王塚古墳（翠ヶ丘町）は阿保親王の墓所と伝え祭られて現在宮内庁が管理しているが、実際には4世紀後半築造で、翠ヶ丘古墳群の最有力首長墓であり多量の三角縁神獣鏡が出土した事から、被葬者は畿内政権と直接結びついていた事が想定される。
その他当地の古墳には、打出小槌町の5世紀末築造の打出小槌古墳と市内唯一の前方後円墳である春日町の金津山古墳がある。

#### 中世
打出の地名は鎌倉時代より見られ、菟原郡に属した。
正和4年（1315年）11月日付兵庫関悪党交名注進状案（東大寺文書5／大日本古文書）に「後藤右衛門尉＜打出＞」とあり、当地を根拠とする悪党後藤右衛門尉以下が兵庫関に乱入した事が知られる。いわゆる津料徴収権の是非を巡っての騒動であり、当時の打出は交通の要衝として商業・海上輸送行の本拠地として様々な利権に関係する場所であった事が偲ばれる。
また、打出浜は二度の合戦の舞台になった。
建武3年（1336年）2月には後醍醐天皇に反旗を翻した足利尊氏が丹波から兵庫に進出し、入京を図って当地で新田義貞・楠木正成・北畠顕家と戦い撃退されている。この戦いは建武3年9月日付狭間政直軍忠状（狭間文書／南北朝遺756）に「一、二月十日、打出合戦尽忠訖」建武4年3月日付志賀頼房軍忠状（志賀文書／南北朝遺905）に「一、経淡路島、到兵庫島、二月十日・十一日、摂津国打出・豊島・上山合戦……致鎮西御下向御共畢」とあるなど当時の多くの文書に見え、『梅松論』『太平記』にも書かれている。現在は、楠町という町名が同地にあり、楠木正成に因んだ大楠公戦跡碑が立てられている。
次いで、観応年間には足利尊氏は弟足利直義と不和となり、一旦播磨に走った尊氏軍が当地で直義軍と対峙、観応2年（1351年）2月17日に合戦となった（打出浜の戦い）。この戦いについて観応2年7月日付松浦秀軍忠状（松浦文書／大日本史料6-13）には「将又兵庫入御、二月十七日打出合戦」、観応2年3月2日付伊丹宗義軍忠状（北河原森本文書／大日本史料6－14）には「同正月十六日自御上洛以来、丹波播磨両国抽忠節、同二月十七日、於摂津打出浜致合戦忠節畢」とある。
戦国時代になると村落が成立したことが窺われ、しばしば西宮郷などと山林相論を起こしている。『忠富王記』明応七年（1477年）七月一日条（宮内庁書陵部所蔵白川家本／西宮市史4）に「□（西）宮与打出村之事、□国人伊丹兵庫助依調法、去年廿七日属無為」とあるように打出村の名で呼ばれるようになり、天文24年（1555年）以降には芦屋村（後の大字芦屋）と共同して西宮郷・本荘による持山の押領を三好長慶に訴え逃散するなどの抵抗を行ったりしたことから芦屋村と共に芦屋荘と関係が深かったみられている。また、『古今著聞集』巻11書画第16によると絵師大輔法眼賢慶の弟子某の住所を「摂津国宇出庄」とするのを当地に比定する説もある（荘園志料上）。

#### 近世
天正11年（1583年）大坂に入った羽柴秀吉は打出村を水野久右衛門に給付しており、同年8月1日の「羽柴秀吉領知判物」（久留島文書）によると当時の打出村の高は335石余で、文禄3年（1596年）検地の出目は同年10月16日「豊臣秀吉領知朱印状」（久留島文書）によると212石余であった。
江戸時代の打出村は、はじめ幕府領、元和3年（1617年）より尼崎藩領、明和6年（1769年）より再び幕府領。
慶長国絵図では山陽道に接するように打出村と記されている。
延宝8年（1680年）の『福原鬢鏡』にて西山宗因が「すき鍬や或は担桶（たご）の打出村」と当地を歌枕に句を詠んでいる。
元禄8年（1698年）大火で被災したと伝えられる（芦屋市史）。
延享4年（1747年）に芦屋村と入会持の芦屋山所属に関する山論が本庄9か村（現・神戸市）および西宮社家郷6か村（現・西宮市）との間に起こり、先例に任せた裁許によって芦屋・打出が勝訴した。
文化2年（1805年）に幕府天文方役人の西国街道筋と海浜の測量が実施された際、海道筋の当村では入用銀43匁余を負担した（小坂家文書／新修芦屋市史）。
文化7年（1810年）の「四井屋久兵衛覚之事」（西宮市史5）によれば浦役負担のないうちでを港湾として利用し、津料を徴収しようとした事例が報告されている。
文政7年（1824年）の御廟詮議（山口県立山口図書館所蔵文書）によると萩藩主毛利氏が廟所（安保親王塚古墳）を修築している。幕末の文久3年（1863年）、摂海防備のため字広野に打出陣屋が萩藩によって設置され、以後防備の担当大名は交替したが陣屋は明治維新まで引き継がれた。

#### 近代
明治22年（1889年）、町村制実施に伴い打出は精道村（現・芦屋市）の大字となった。
明治24年（1891年）の戸数340、人口は男892・女905。
明治38年（1905年）には阪神電気鉄道打出停留所（現・打出駅）が設置され、神戸・大阪との交通の至便さから良好な住宅地として、打出丘陵から宮川上流域へと住宅街区が拡大していき、人口は大正12年（1923年）に5,034、昭和14年（1939年）には14,142となった。
阪神電鉄開通に伴い打出浜には阪神間初の海水浴場が設けられた。
昭和2年に打出特定郵便局・打出公会堂が設置されている。
昭和19年（1944年）には、この大字打出の区域に打出小槌（こづち）町・打出春日（かすが）町・打出若宮町・打出西蔵（にしくら）町・打出南宮（なんぐう）町・打出浜町・打出大東（だいとう）町・打出翠ケ丘町・打出親王塚（しんのうづか）町・打出楠（くすのき）町（ここまでの各町は全て『うちで◯◯ちょう』と呼称）・大原町・上宮川町・宮川町・宮塚町・呉川町の15町が新設された。
昭和43年（1968年）5月1日に阪神以南で住居表示を実施した際には、打出大東町と打出南宮町を国道43号を挟んで南北に分離した上で、北側の両町域は新設の打出町として統合され、同時に対象地域内の5町（大東町・南宮町の残部及び浜町・西蔵町・若宮町の全域）に冠されていた「打出」の地名を外した。
芦屋市では市街地エリアのその後の住居表示の実施の際にもこの（町名の前に冠されている「打出」を外す）方針は踏襲され、昭和44年（1969年）5月1日には楠町・親王塚町・翠ケ丘町から、昭和59年（1984年）5月1日には春日町から、それぞれの町名の前に冠されていた「打出」の地名が外された。なお、打出小槌町については、『打出』の冠称を付したまま昭和63年（1988年）2月1日に住居表示が実施されたが、この経緯の詳細については、打出駅の記事の当該項を参照されたい。

### 統計・資料
元和3年（1617年）「摂津一国高御改帳」で村高548石余、この他「正保郷帳」によれば新田高181石があり、寛文4年（1664年）尼崎藩の打出高繰入れにより本高674石余となり（寛文9年頃「青山氏領知調」加藤家文書）、享保20年（1735年）の「摂河泉石高調」で926石に急増し、「天保郷帳」で945石余、「旧高旧領取調帳」で951石余。
寛文9年頃の家数89・人数638（青山氏領知調）、天明8年（1788年）の家数210（「巡見使通行用留帳」岡本家文書）、文化2年（1805年）には家数161（青山氏領知調）。
青山氏の治世下で新田開発が盛行され村高が増加し、元文4年（1739年）の「打出村年貢米取立算用帳」（吉田家文書）には新田として古新田（114石余）・酉新田（41石余）・岩ヶ平（29石余）・外浜などが見え、南方の浜寄りと北方の北寄り丘陵への開拓が進められたと見られる。『五畿内志』には同村について「属邑一」と記載されており、延宝8年（1680年）にできた岩ヶ平新田を指す（芦屋市役所蔵絵図）。
享和3年（1803年）の「摂泉十二郷等酒造株石高数控（四井家文書）によると酒造家1軒があり、株高は471石。
宮川は水量が乏しいため溜池が造成され、池谷・中池・前池など池に因む小字がみられた。
寺院に浄土宗親王寺・照善寺・一向宗明覚寺、氏神は打出天神社、岩ヶ平新田にも天神社があった。元禄10年の神主堂守等判形之覚（「銘々慶図井古事覚書帳」小阪家文書）に「浄土宗知恩院末親王寺」と「東本願寺末多田光遍寺下明覚寺」が見える。明覚寺は御用留帳に「一向宗本願寺末妙福寺」とあり『新修芦屋史』によれば正徳5年（1715年）の改称で現在真宗大谷派とあり、同書によると照善寺（浄土真宗本願寺派）は一向宗辻本道場が享保17年に寺号を得たと伝える。
『摂津名所図会』によると氏神である天満宮（打出天神社）の社辺の金津山（金津山古墳）には阿保親王黄金埋納伝説があり、「朝日さす入日にかがやくこの下にこがね千枚瓦千枚」の俗謡があったという。